# Vukmanovac
Vukmanovac (en serbe cyrillique : Вукмановац) est un village de Serbie situé dans la municipalité de Rekovac, district de Pomoravlje. Au recensement de 2011, il comptait 358 habitants.
Vukmanovac est situé sur les bords de la Dulenska reka, un des bras qui forment le Lugomir, un affluent de la Velika Morava.

## Démographie
| 1948 | 1953 | 1961 | 1971 | 1981 | 1991 | 2002 | 2011 |
| ---- | ---- | ---- | ---- | ---- | ---- | ---- | ---- |
| 868  | 974  | 825  | 761  | 767  | 630  | 477  | 358  |

|  |